# Legend of the Amazon Women
Legend of the Amazon Women è un videogioco di tipo picchiaduro a scorrimento con protagoniste delle moderne amazzoni, pubblicato nel 1986 per Commodore 64 e ZX Spectrum.
Una versione per Amstrad CPC era stata pubblicizzata ma non se ne hanno successive notizie.

## Trama
Lady Wilde e sua figlia sono le uniche sopravvissute a un incidente aereo nel mezzo dell'Amazzonia. Per giunta, la figlia è stata rapita da una tribù di donne guerriere. Lady Wilde si arma perciò di una clava e attraversa la foresta, pattugliata dalle discinte amazzoni, per recuperare la bambina.

## Modalità di gioco
Il giocatore controlla Lady Wilde in un ambiente bidimensionale piatto, a scorrimento verso destra e con visuale laterale. Può camminare a destra e a sinistra (all'indietro), saltare, abbassarsi e usare l'arma con tre possibili mosse, colpendo in direzione della testa, del torso oppure delle gambe.
Lungo il percorso si incontrano le guerriere nemiche, che si muovono e combattono allo stesso modo della protagonista. Durante il combattimento, che è sempre contro un'avversaria alla volta, viene mostrata per entrambe la barra dell'energia, che si ricarica lentamente col tempo.
Man mano che si procede l'intelligenza delle nemiche può variare, come anche le loro armi, che divengono spade e asce. Lady Wilde può impadronirsi dell'arma di un'avversaria uccisa, anche se non sembrano esserci differenze di potenza tra le armi.
Ogni tanto delle frecce attraversano lo schermo orizzontalmente, a due possibili altezze; devono essere schivate, ma possono colpire anche le avversarie.
Più avanti si incontrano anche piante che sparano palle spinose e draghi che spuntano da sotto terra.
Ci sono 10 zone da superare, ciascuna con un proprio limite di tempo; non c'è interruzione tra i livelli, solo un idolo di pietra che segnala il passaggio.
Una minimappa nella parte alta dello schermo mostra la posizione di nemiche, frecce e piante fino a una certa distanza ai due lati della protagonista.

## Critica
La stampa dell'epoca diede giudizi mediocri alla versione per Commodore 64, soprattutto per quanto riguarda giocabilità e sonoro. La versione per ZX Spectrum ottenne invece giudizi discreti nonostante la grafica monocromatica. In entrambi i casi viene notata una certa somiglianza grafica con Tir Na Nog. 